# Kompania Garbarska
Kompania Garbarska – spółka handlowa powstała z inicjatywy największego bankiera poznańskiego, Jana Jakuba Kluga. Weszło w jej skład 8 ziemian i 4 kupców. W związku z upadłością banków warszawskich w latach dziewięćdziesiątych XVIII wieku spółka ta zbankrutowała